# Suchmienie
Suchmienie (biał. Сухмяні, Suchmiani; ros. Сухмени, Suchmieni) – wieś na Białorusi, w obwodzie grodzieńskim, w rejonie grodzieńskim, w sielsowiecie Kopciówka.
Miejscowość była wzmiankowana pod nazwą Suchmieniewicze. Suchmienie należały do ekonomii grodzieńskiej. W dwudziestoleciu międzywojennym wieś leżała w Polsce, w województwie białostockim, w powiecie grodzieńskim, w gminie Hornica.
Według Powszechnego Spisu Ludności z 1921 roku wieś zamieszkiwało 29 osób, wszystkie były wyznania prawosławnego i  zadeklarowały białoruską przynależność narodową. Było tu 6 budynków mieszkalnych.